# Macroselia longiseta
Macroselia longiseta är en tvåvingeart som beskrevs av Schmitz 1939. Macroselia longiseta ingår i släktet Macroselia och familjen puckelflugor. Inga underarter finns listade i Catalogue of Life.